# Luật tục về thu hái măng các loại cây thuộc họ tre, nứa
Luật tục về thu hái măng các loại cây thuộc họ tre, nứa là một luật tục của đồng bào dân tộc thiểu số Người Mường. Quy định về thu hái măng nói rõ: "Bắt đầu từ khi các loại măng tre, bương… mọc cho đến trước ngày 20 tháng 6 âm lịch hàng năm, bất luận là ai cũng không được bẻ măng trong rừng hay trong các gồ bương, tre… trong vườn nhà do chính tay mình trồng. Ai vi phạm dù là con trẻ, hay người lớn nếu bị phát hiện thì gia đình người đó phải nộp phạt cho mường một con lợn cái (lợn nái đã đẻ). Luật tục này cũng được áp dụng trong cả các trường hợp "nhà ai thả rông gia súc vào rừng dẫm, đạp, làm đổ gãy măng thì chủ gia súc phải nộp phạt cho mường một con lợn cái".
Đúng đến ngày 20 tháng 6 âm lịch (tuỳ theo các làng mường tự quy định có thể trước hay sau thời điểm này vài ngày) hàng năm, lý trưởng hay Lang, Đạo cai quản các mường họp bàn, quyết định phát hiệu lệnh cho phép bằng chiêng, trống hay rao mồm, lúc đó người dân mới được thu, hái măng.
Theo kinh nghiệm dân gian Mường, trong thời gian từ mùa xuân cho đến gần hết tháng 6 âm lịch, số lượng từ măng phát triển thành cây rất cao, vì giai đoạn này khí hậu, môi trường nóng, ẩm thuận lợi cho măng mọc, phát triển tốt, khả năng kháng sâu bệnh cao. Từ tháng 7 âm lịch về sau, măng vẫn còn mọc nhiều, nhưng thời tiết vào mùa này thường có những cơn mưa dầm dài ngày nên phát sinh nhiều sâu bệnh hại măng, kèm theo gió, bão thường xảy ra quật đổ gãy măng. Do vậy số thành cây của măng mọc thời gian này rất thấp nên người xưa cho thu hoạch măng ở thời kỳ này.